# 波尼茨
波尼茨（德語：Ponitz）是德国图林根州的市镇，隶属于阿尔滕堡地区县。总面积为17.13平方千米，截至2023年12月31日总人口为1,479人。